# Expres foto
Expres foto (v anglickém originále One Hour Photo) je americký dramatický film z roku 2002. Režisérem filmu je Mark Romanek. Hlavní role ve filmu ztvárnili Robin Williams, Michael Vartan, Connie Nielsen, Dylan Smith a Gary Cole.

## Obsazení
| Robin Williams | Seymour Parrish   |
| Michael Vartan | Will Yorkin       |
| Connie Nielsen | Nina Yorkin       |
| Dylan Smith    | Jake Yorkin       |
| Gary Cole      | Bill Owens        |
| Erin Daniels   | Maya Burson       |
| Eriq La Salle  | James Van Der Zee |
| Clark Gregg    | Paul Outerbridge  |